# Ichneumon bimembris
Ichneumon bimembris là một loài tò vò trong họ Ichneumonidae.